# 莎泉县
莎泉县，中国古县名。
北魏置，治所在今山西省浑源县东南。属北灵丘郡。北齐省。
县中有山西名泉， 名为莎泉， 又名广灵泉， 属水神堂泉范围。